# Дрекети (река)
Дрекети или Ндрекети (фидж. Dreketi) — река на фиджийском острове Вануа-Леву. Дрекети считается самой глубокой среди всех рек Фиджи.
Длина Дрекети — 55 км, это также самая протяжённая среди всех рек острова.
В долине реки найдены каменные укреплённые сооружения.